# جون جورج ونايت
جون جورج ونايت (بالإنجليزية: John George Knight)‏ هو مهندس معماري أسترالي، ولد في 1826 في لندن في المملكة المتحدة، وتوفي في 10 يناير 1892 في داروين في أستراليا.